# Százhalombatta
Százhalombatta é uma cidade da Hungria, situada no condado de Peste. Tem 27,38 km² de área e sua população em 2019 foi estimada em 7.370 habitantes.